# 2726 Kotelnikov
2726 Kotelnikov è un asteroide della fascia principale. Scoperto nel 1979, presenta un'orbita caratterizzata da un semiasse maggiore pari a 2,8622807 UA e da un'eccentricità di 0,0715799, inclinata di 1,55870° rispetto all'eclittica.